# Mario Garriba
Mario Garriba (* 13. November 1944 in Soave; † 31. Dezember 2013 in Florenz) war ein italienischer Schauspieler, Filmregisseur und Drehbuchautor.

## Leben
Garriba studierte am Centro Sperimentale di Cinematografia und arbeitete ab 1971 bis 1976 als Regieassistent für zahlreiche Produktionen. Daneben war er auch in einer erklecklichen Anzahl von kleinen und kleinsten Rollen zu sehen – als Vertragsschauspieler des C.S.C. wurde er oftmals nur aus steuerlichen Gründen gebucht. 1971 drehte er als Regisseur nach eigenem Buch den experimentellen In punto di morte (im Jahr zuvor war schon der kurze Voce del verbo morire entstanden), der bei den Festivals von Venedig und Locarno ausgezeichnet wurde, jedoch kaum Kinoeinsätze erhielt. Ein zweiter Film unter Garribas Regie entstand 1979. Corse a perdicuore mit Andy Luotto in der Hauptrolle war ebenfalls kein kommerzieller Erfolg. In den 1980er Jahren sah man Garriba als Interpreten einiger substantieller Rollen u. a. bei Nanni Moretti und als gelegentlichen Drehbuchautoren.

## Filmografie (Auswahl)
- 1971: In punto di morte (Regie, Drehbuch)
- 1979: Nachhilfe in Sachen Liebe (Corse a perdicuore) (Regie, Drehbuch)
- 1984: Bianca (Darsteller)
- 1985: Toms Fantasies (Piccoli fuochi) (Darsteller)
- 1989: Ti ho incontrato domani (Drehbuch)
- 1992: Desencuentros (Desencuentros) (Drehbuch)